# ATB Winterthur

Logo des ATB Winterthur

Der ATB Winterthur war ein Radballverein aus Winterthur. Der 1906 gegründete Klub war eine Sektion des ATB – Verband für Sport, Verkehr und Freizeit und existierte bis zu seiner Fusion im Radballclub Winterthur 2012.

## Geschichte
Der Klub wird nach einem Aufruf in der «Arbeiterzeitung» gegründet und schliesst sich dem Arbeiter-Radfahrerbund Solidarität (ARB) und der Winterthurer Arbeiterunion an – ein Jahr nach der Gründung beginnt der Verein mit Reigenfahren, und mit der Sektion Veltheim wird auch der erste Arbeiter-Radfahrer-Verein in einem andern heutigen Stadtkreis von Winterthur gegründet. Die Zugehörigkeit zum ARB, der seinen Sitz im deutschen Offenbach hatte, bringt dem Verein Vorwürfe des bürgerlichen RV Winterthur ein. Als sozialistisch ausgerichtetem Arbeiterverein war Personen, die an keinen politischen Aktionen mitmachten, der Beitritt verwehrt. Einem Wirt, der 1910 in der Steigmühle Streikbrecher bewirtete, drohte der Vereinsausschluss. 1911 besitzt der Verein 83 Mitglieder. Im Kriegsjahr 1916 lösten sich die im sogenannten Gau 23 des ARB Solidarität zusammengeschlossenen Schweizer Sektionen von der deutschen Dachorganisation und bildeten mit dem Arbeiter-Radfahrer-Bund der Schweiz (später Arbeiter-Touring-Bund) einen eigenen Verband. 1917 erscheint das Vereinsorgan Solidarität das erste Mal. 1918 erfolgte in den Gemeinden Seen und Töss, heute ebenfalls Stadtkreise von Winterthur, die Gründung von weiteren Arbeiter-Radfahrer-Sektionen, was zu einigen Übertritten führte. Ein Jahr darauf entstehen die Sektionen Oberwinterthur, Wülflingen (->ATB Wülflingen) und Rorbas. 1933 gab es zwei Vereinsausschlüsse wegen der politischen Gesinnung, der eine war Mitglied bei der Kommunistischen Partei und der andere stand in Verbindung mit der Nationalen Front.
1936 wird mit 18 zu 3 Stimmen bei 22 Enthaltungen beschlossen, sich künftig auf den Radball zu konzentrieren. 1940 und 1941 wird der ATB Winterthur zweimal Bundesmeister mit dem Team Albert Lüthi jun./Paul Spalinger. Das traditionelle Albaniturnier wurde am 10. November 1974 erstmals durchgeführt, das Turnier wird den Verein überstehen und im RC Winterthur weitergeführt werden. 1979 erfolgte die Fusion mit der Sektion Seuzach, zudem wird das Duo Hegetschweiler/Reymond Schweizermeister – zwei Jahre später löst sich das NLA-Team auf. 1980 steigt das Duo Spalinger/Eisenegger in die Nationalliga A auf. Im Jahr 1991 werden die Radball-Meisterschaften des ATB und der SRB erstmals zusammengeführt. Im selben Jahr versuchte der Verein auch den 20-fachen Radball-Rekordweltmeister Jan Pospíšil als Trainer zu verpflichten, was jedoch an einer fehlenden Arbeitsbewilligung scheitert.
Am 7. September 2012 wurde in Fusion mit der Radballsektion des RV Winterthur der Nachfolgeverein Radballclub Winterthur gegründet, zuletzt spielte das Fanionteam des ATB Winterthur in der drittklassigen 1. Liga.